# Army Wives

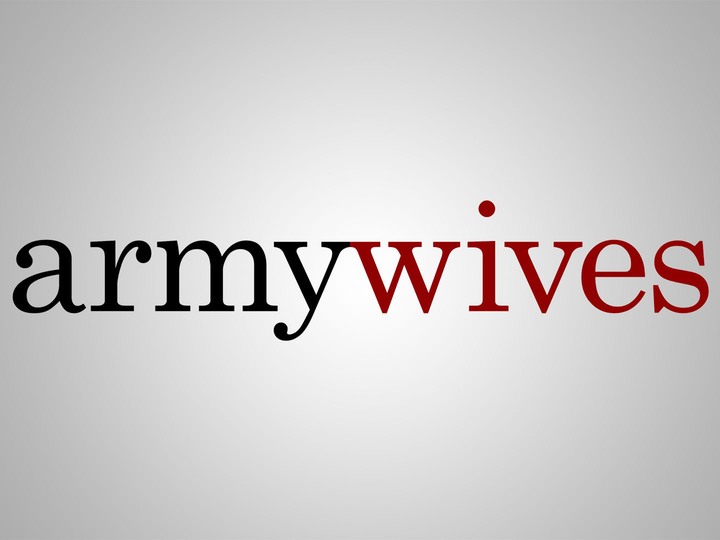

Army Wives (pt: Mulheres de Armas) é um seriado estadunidense, centrado no drama de quatro esposas de militares e suas famílias, além de um homem cuja esposa está no exército. A série estreou no canal de tv People + Arts (cujo foi substituído pelo canal Liv), no dia 3 de junho de 2007, sendo esta a maior premier da história de 23 anos da emissora. Também contou com o maior índice de audiência do canal entre às 22h00 e 23h00 desde o mês de dezembro anterior..
A segunda temporada estreou nos EUA no domingo de 8 de junho de 2008, e teve 9 episódios. A terceira temporada teve início em junho de 2009.
Em fevereiro de 2010, o canal anunciou que a quarta temporada havia sido encomendada. e contará com dezoito episódios, sendo exibida a partir de 11 de junho de 2010.

## Sinopse
O enredo é baseado no livro de não ficção Under the Sabers: The Unwritten Code of Army Wives, escrito por Tanya Biank. Ele mostra a vida de familiares, principalmente das esposa, de soldados que foram à guerra. A série tem lugar no fictício Forte Marshall, em Charlestone, Carolina do Sul, lar da também fictícia 23ª Divisão Aérea. Presume-se que o Forte Marshall seja baseado na 82ªDivisão Aérea no Fort Bragg
No episódio piloto, "A Tribus is Born", Roxy impetuosamente decide se casar com o Private First Class Trevor LeBlanc, e muda-se com seus dois filhos para seu posto no exército, o Fort Marshall. Hesitante em sua nova vida como uma esposa do exército, ela assume um emprego de garçonete em um local conhecido por ser um "Jody bar", onde civis vão para flertar com mulheres de oficiais alistados.
Enquanto está no posto, Roxy conhece Claudia Joy Holden, que acredita que a promoção de seu marido a Michael Holden a coronel não ocorreu por causa da base política. Outra esposa do exército, Pamela Moran, está grávida de gêmeos - ela está secretamente servindo como barriga de aluguel para tirar a família das dívidas. Enquanto isso, o psiquiatra Roland Burton está tentando se reaproximar da esposa, a tenente general Joan Burton, que acaba de regressar do Afeganistão. Há também Denise Sherwood, que está lidando com os problemas de controle de raiva do seu filho Jeremy, enquanto seu marido, o rígido major Frank Sherwood, está prestes a ser enviado para combate. O grupo improvável se une quando Pamela inesperadamente entra em trabalho de parto durante o chá de Claudia Joy e, em seguida, da à luz sobre a mesa de sinuca do bar onde trabalha Roxy. Sem querer que todos saibam da situação financeira de sua família, Pamela conta com estes novos amigos para manter em segredo a verdade sobre sua gestação.
Conforme a 1ª temporada avança, as quatro mulheres e Roland se tornam grandes amigos e engrantam situações como abuso, seqüestros, adultério e os rumores viciosos que os rodeiam.
Deve-se salientar que, embora o programa seja baseado no livro de mesmo nome e alguns dos personagens sejam refletidos em ambos de forma homóloga, diferenças significativas existem. Isto inclui assuntos como quem foi morto na série, em comparação a quem morreu no livro. Por exemplo, Amanda, a filha mais velha de Claudia Joy, morre na abertura da segunda temporada. Já, no livro, é o marido de Claudia Joy que morre em um acidente de avião durante uma missão para encontrar os restos mortais de soldados no Vietnã.
Outra trama importante na segunda temporada é o personagem de Emmalin Holden se tornando cada vez mais irreverente e, por vezes, rebelde com relação a seus pais Claudia Joy e o General Michael Holden. Quando a família hospeda a jovem iraquiana Haneen, que perdeu toda a família em um bombardeio e está nos EUA para uma delicada cirurgia para restauração do movimentos da mão direita, a garota desmorona emocionalmente e se pergunta por que foi poupada no bombardeio. Assim, é revelado que Emmalin vem suprimindo muitos desses mesmos sentimentos, sem saber por que foi poupada quando sua irmã, Amanda, foi morta ao fim da primeira temporada.

## Episódios

### 1ª temporada: (2007)
- "Quem e ele"
- "Nasce uma Tribo"
- "Depois do Nascimento"
- "A Arte da Separação"
- "Um de Nós"
- "Dia da Independência"
- "Quem Somos Nós"
- "Olá e Adeus"
- "Somente os solitários"
- "Ninguém é perfeito"
- "Roupa Suja"
- "Sedução e chantagem"
- "Verdade e Consequências"
- "Regras de Noivado"
- "Adeus, Estranho"

### 2ª temporada: (2008)
- "Você saberia meu nome?"
- "Estranhos em uma Terra Estranha"
- "O Mensageiro"
- "Deixando a Tribo"
- "O Herói Retorna"
- "Mais Espesso que Água"
- "Território Inexplorado"
- "Lealdades"
- "Expulso da Rede"
- "Duplicidade"
- "Mães e Esposas"
- "Grandes Expectativas"
- "Refúgios seguros"
- "O Troco"
- "Obrigado por me Deixar Compartilhar"
- "Transições"
- "Tudo em Família"
- "Partidas e Chegadas"
- "Mudanças de Última Hora"

## Elenco

### Elenco principal
- Kim Delaney - Claudia Joy Holden
- Brian McNamara - General Michael Holden
- Catherine Bell - Denise Sherwood
- Terry Serpico - Major Frank Sherwood
- Sally Pressman - Roxy LeBlanc
- Drew Fuller - Trevor LeBlanc
- Brigid Brannagh - Pamela Moran
- Sterling K. Brown - Roland Burton
- Wendy Davis - Coronel Joan Burton
- Katelyn Pippy - Emmalin Holden (segunda temporada)

### Elenco recorrente
- Jeremy Davidson - Chase Moran
- Chloe J. Taylor - Katie Moran
- Melissa Ponzio - Angie
- Kim Allen - Amanda Joy Holden
- Richard Bryant - PVT Jeremy Sherwood
- John White, Jr. - Finn
- Patricia French - Betty Camden
- Rhoda Griffis - Lenore Baker
- Kate Kneeland - Marilyn Polarski
- Gigi Rice - Marda Brooks
- Caroline Pires - Emmalin Holden (primeira temporada)
- Seamus Dever - Dr. Chris "Getti" Ferlhingetti
- Jeff Rose - Major Bryce Ogden

## Direção e Produção
- Ben Younger - diretor
- Katherine Fugate - produtor executivo, escritor e criador
- Mark Gordon - produtor executivo
- Deborah Spera - produtor executivo
- Jeff Melvoin - produtor executivo
- Harry Bring - co-produtor executivo
- Joanna Kerns
- Rob Spera
- Perry Lang
- Patrick Norris
- Tanya Biank
- Dee Johnson
- Rama Laurie Stagner